# Partidul Social Democrat (Estonia)
Partidul Social Democrat (Sotsiaaldemokraatlik Erakond în estonă) este un partid politic social-democrat din Estonia. Partidul face parte din Partidul Socialiștilor Europeni din 16 mai 2003 și este de asemenea membru al Internaționalei Socialiste.
Partidul a fost fondat în 1990, sub numele Rahvaerakond Mõõdukad, sau "Partidul Popular Moderat". Cu acest nume, a câștigat 7,0% din votul pentru alegerile pentru Riigikogu (parlament) din 2003. Și-a schimbat numele în Partidul Social Democrat în 2003, și a devenit cel mai popular partid la alegerile pentru Parlamentul European din 2004, obținând 36,8% din votul național și trei din cele șase locuri pentru Estonia în PE.
Conducătorul partidului este Ivari Padar.